# Savoia-Marchetti S.55
Savoia-Marchetti S.55 byl dvoutrupý létající člun vyráběný v Itálii od roku 1924, který dosáhl mnoha rekordů v rychlosti, užitečném zatížení, dostupu a doletu.

## Technický popis
S.55 se vyznačoval mnoha inovativními konstrukčními prvky. Všichni cestující nebo náklad byli umístěni ve dvojici trupů, letoun byl ovládán z kabiny v zesílené části křídla mezi oběma trupy. Byl poháněn dvěma motory, uloženými v tandemu na vzpěrách nad křídlem. Motory byly ostře nakloněny šikmo vzhůru. Dva nosníky, vyztužené dráty, spojovaly ocasní plochy (s trojitou SOP) s trupy a křídlem.

## Operační nasazení
I přesto, že jeho konstrukce byla neobvyklá, stroj byl pozoruhodně způsobilý k letu. V roce 1926 získal prototyp S.55P 14 světových rekordů v rychlosti, dostupu a doletu s užitečným zatížením. Největších úspěchů S.55 ale dosáhl při mnoha letech mezi Evropou a Amerikou.
S.55 provedly řadu raných přeletů Atlantského oceánu v době, kdy to byl stále velmi riskantní a náročný podnik. S.55 Santa Maria pod velením Francesca de Pinedo přelétl z Dakaru v Senegalu do Pernambuca v Brazílii v únoru 1927, tři měsíce před sólovým přeletem Charlese Lindbergha. Brazilec João Ribeiro de Barros a jeho tříčlenná posádka přelétli Atlantik v S.55 Jahú 24. dubna 1927.
Italský letecký maršál Italo Balbo proslul organizováním masových přeletů S.55 přes Atlantik, které vyvrcholily roku 1933 letem 24 letadel na světovou výstavu v Chicagu. Letouny pod Balbovým velením odstartovaly 1. července 1933 z Orbetella v Itálii, do cíle dorazily za něco málo přes 48 hodin, v těsné formaci „V“. Tyto velké flotily letadel byly někdy nazývány Balbo.
Letoun pokračoval ve službě v Regia Aeronautica jako dálkový bombardér a hlídkový letoun, na začátku druhé světové války již poslední S.55 nebyly provozuschopné a byly uloženy v rezervě.
Rumunské královské letectvo mělo počátkem války 5 strojů které, spolu s dalšími staršími italskými hydroplány, užívalo v Černém moři až do let 1942-1943, kdy zbylé kusy převedlo k výcviku.

## Zachovalý exemplář

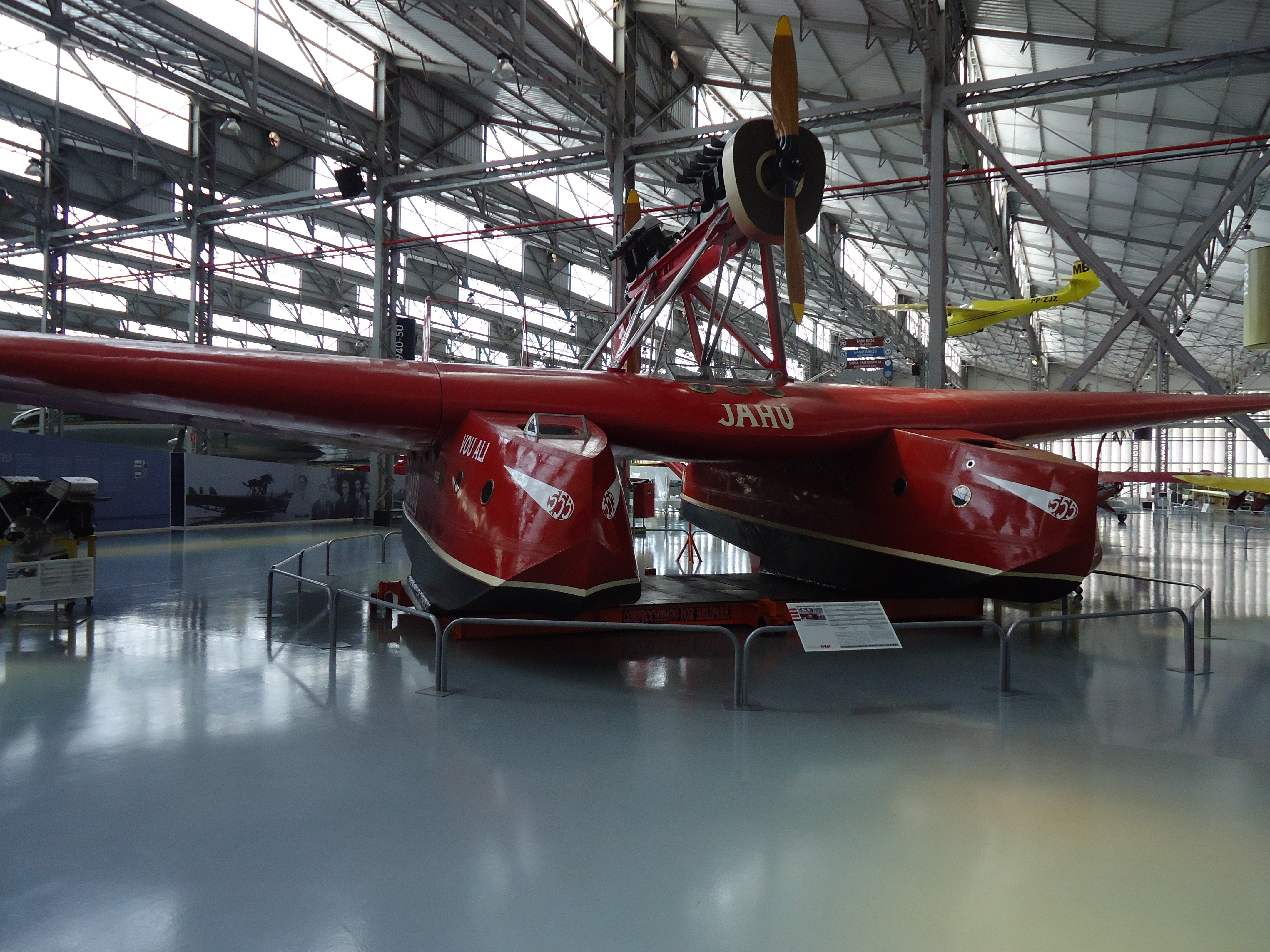
S.55 (I-BAUQ, „Jahú“)

Jediný S.55 se uchoval v Brazílii v muzeu v São Paulu. Je to letoun s registrační značkou I-BAUQ, pojmenovaný Jahú, který pod velením João Ribeiro de Barrose roku 1927 přelétl jižní Atlantik.

## Varianty

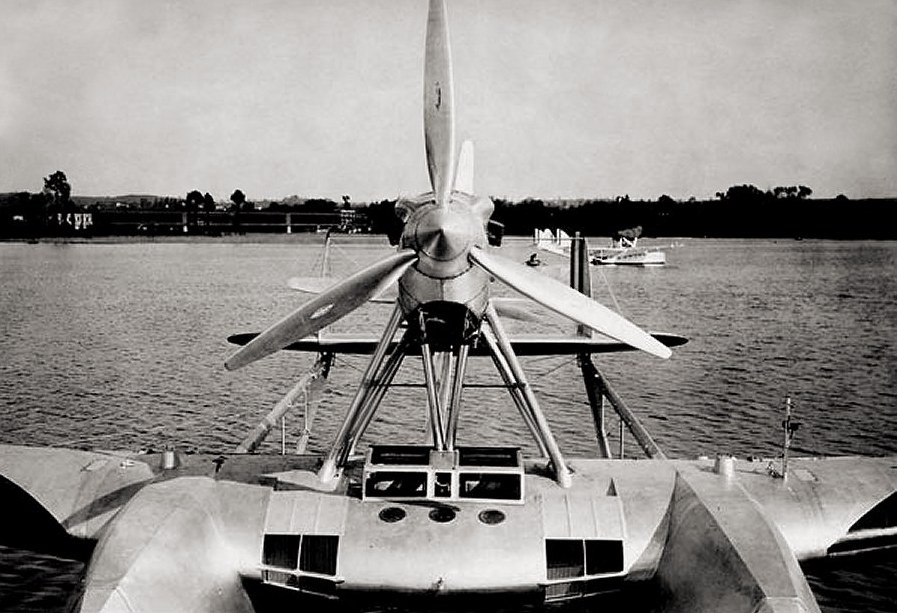
Prototyp S.55

- S.55 - prototypy a původní výrobní model, dodávaný od roku 1927 do roku 1930, vyrobeno 90 kusů, včetně dvou prototypů.
- S.55C - civilní varianta dodávaná v letech 1925 až 1926, vyrobeno 8 kusů.
- S.55P - vylepšená civilní varianta se zvětšenými trupy pro 10 cestujících a zakrytou kabinou osádky, dodávaná v letech 1928 až 1932, vyrobeno 23 kusů.
- S.55A - vojenská varianta dodávaná s motory Fiat A.22R o výkonu 418 kW (560 k), vyrobeno 16 kusů.
- S.55M - varianta s některými dřevěnými částmi nahrazenými kovovými, vyrobeno sedm kusů firmou Piaggio roku 1930.
- S.55 Scafo Allargato - zvětšené trupy a zakrytá kabina osádky, 16 kusů vyrobeno firmou Savoia-Marchetti a 16 firmou CANT.
- S.55 Scafo Allargatissimo - varianta se značně zvětšenými trupy, 20 kusů vyrobeno firmou Savoia-Marchetti, 16 firmou Macchi a šest firmou CANT.
- S.55X - varianta vybavená motory Isotta-Fraschini Asso 750, určená k přeletům severního Atlantiku, později vyzbrojena a použita jako průzkumný bombardér, vyrobeno 25 kusů.

## Uživatelé

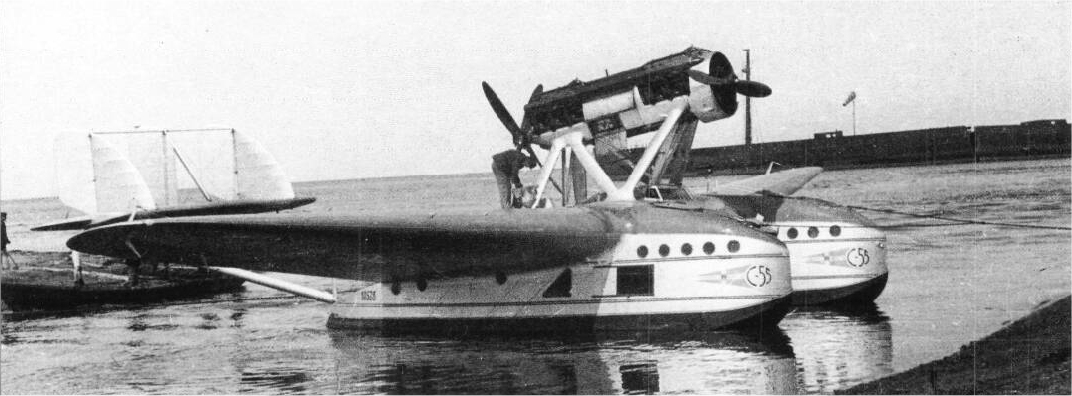
S.55 Aeroflotu

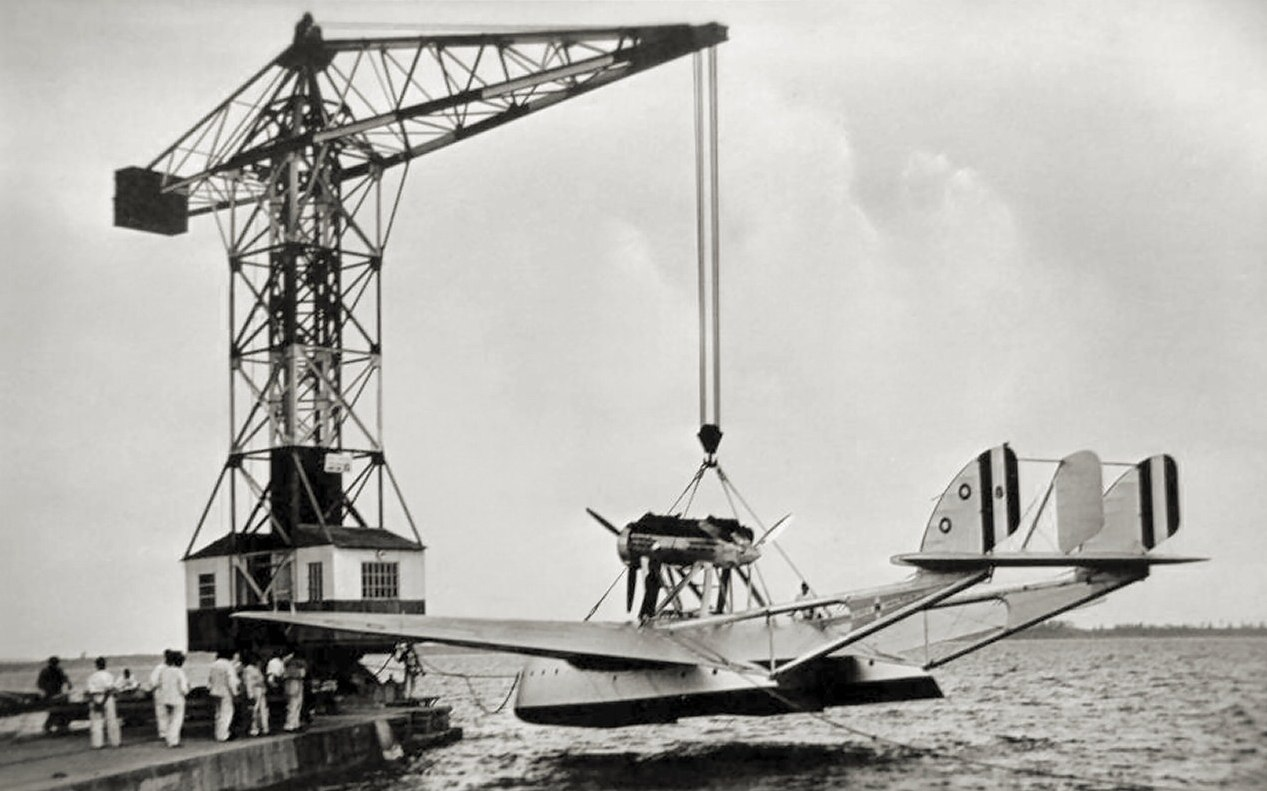
Příprava S.55 ke vzletu, 1930 až 1933

### Civilní uživatelé
Sovětský svaz
- Aeroflot

### Vojenští uživatelé
Itálie
- Regia Aeronautica

 Brazílie
- Brazilské námořnictvo (8 letounů)

 Španělsko
- Španělské letectvo

 Rumunsko
- Rumunské letectvo (7 strojů v letech 1933-1943)

## Specifikace (S.55X)

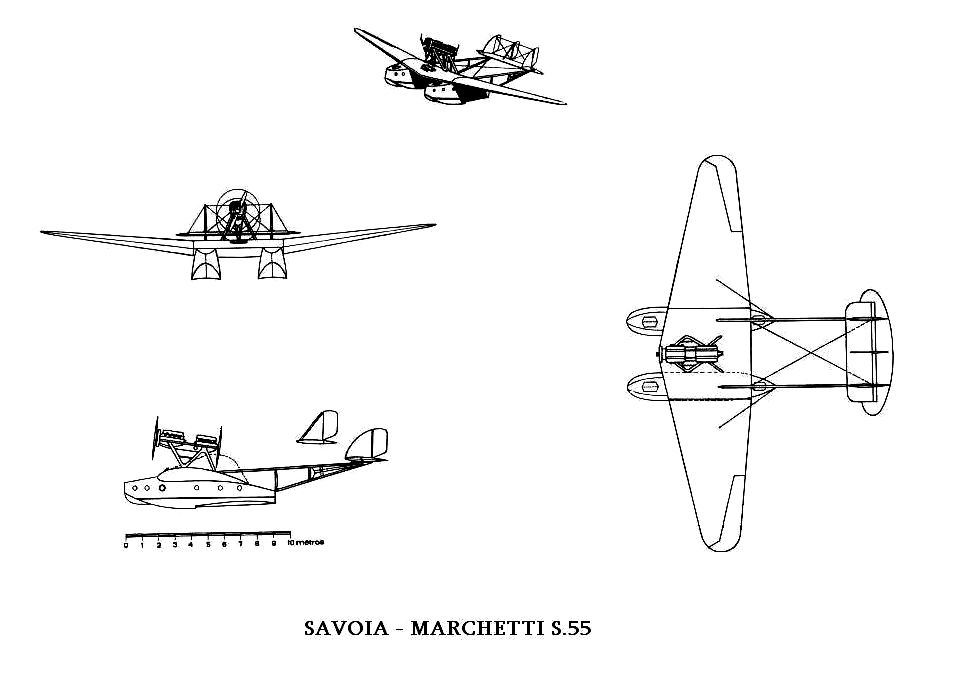

### Technické údaje
- Osádka: 5-6
- Délka: 16,75 m
- Rozpětí: 24,00 m
- Výška: 5,00 m
- Nosná plocha: 93,0 m²
- Prázdná hmotnost: 5 750 kg
- Maximální vzletová hmotnost: 8 260 kg
- Pohonná jednotka: 2x Isotta-Fraschini Asso 750, 656 kW (880 k) každý

### Výkony
- Maximální rychlost: 279 km/h
- Dolet: 3 500 km
- Dostup: 5 000 m

### Výzbroj
- 4 x 7,7 mm kulomet
- 1 x torpédo nebo 2 000 kg bomb